# Декабрь 2007 года

Список событий декабря 2007 года.

## События
- 2 декабря — состоялись выборы в Государственную думу РФ пятого созыва.
- 3 декабря
  - Компания Six Apart продала сайт www.livejournal.com компании «Суп», ранее обслуживавшей кириллический сегмент[1].
  - Австралия ратифицировала Киотский протокол. Ранее он был отклонён бывшим премьер-министром Австралии Джоном Ховардом, который выразил опасение, что ратификация причинит вред экономике страны.
- 4 декабря — президент Турции Абдулла Гюль подписал законопроект, позволяющий построить первую в Турции атомную электростанцию.
- 10 декабря
  - Дмитрий Медведев выдвинут кандидатом в президенты РФ. Кандидатуру поддержал Владимир Путин.
  - Афганские правительственные войска при поддержке британских сил восстановили контроль над городом Муса-Кала, с февраля удерживавшимся боевиками Талибана.
- 11 декабря — для того, чтобы занять пост премьер-министра Украины, по итогам голосования в Верховной Раде Юлии Тимошенко не хватило одного голоса.
- 13 декабря — в Лиссабоне состоялась официальная церемония подписания Лиссабонского договора ЕС.
- 16 декабря — британские войска передали контроль над провинцией Басра иракским силам безопасности.
- 18 декабря
  - Начало военной операции турецкой армии на территории Северного Ирака.
  - Верховная Рада избрала новым премьер-министром Украины Юлию Тимошенко.
- 19 декабря — по итогам выборов 18 декабря новым президентом Южной Кореи стал бывший мэр Сеула Ли Мён Бак, выдвинутый от Партии великой страны и набравший 50,3 % голосов.
- 20 декабря
  - Землетрясение в Новой Зеландии силой 6.8 баллов по шкале Рихтера. Толчки произошли в 50 км к юго-востоку от города Гисборн
  - В возрасте 81 лет, 7 месяцев и 29 дней королева Елизавета II стала самым долгоживущим монархом Великобритании, побив рекорд королевы Виктории[2].
- 21 декабря — Чехия, Эстония, Венгрия, Латвия, Литва, Мальта, Польша, Словакия и Словения вошли в Шенгенскую зону.
- 22 декабря — французская ракета-носитель Ариан 5 вывела на орбиту первый в истории африканский спутник.[источник не указан 3502 дня]
- 23 декабря — временное коалиционное правительство Непала приняло решение об отмене монархии весной 2008 года после первого заседания нового парламента.
- 26 декабря — грузовой корабль Прогресс М-62 успешно пристыковался к МКС.
- 27 декабря
  - Три космических аппарата «Глонасс-М», запущенных с космодрома Байконур, вышли на целевую орбиту.
  - Убийство бывшего премьер-министра Пакистана, лидера пакистанской оппозиции Беназир Бхутто, членами террористической организации Аль-Каида.
  - Состоялись выборы в Кении, это первые в истории страны выборы, где оппозиция набрала практически столько же голосов, сколько и кандидаты от правящей партии.
  - Массовые беспорядки в Пакистане, вызванные терактом в Равалпинди и убийством Беназир Бхутто.
- 28 декабря — состоялись похороны в Наудеро оппозиционного лидера Беназир Бхутто.
- 29 декабря — австралиец Дэвид Хикс, осуждённый за пособничество терроризму, освобождён из тюрьмы. Хикс, который провёл пять лет в американской тюрьме в Гуантанамо, был передан Австралии, где и закончил тюремный срок.